# SETI

Il messaggio SETI del 1974: il sistema solare, la molecola del DNA, una figura umana e la parabola del telescopio

SETI, acronimo di Search for Extra-Terrestrial Intelligence (Ricerca di Intelligenza Extraterrestre), è un programma dedicato alla ricerca della vita intelligente extraterrestre, abbastanza evoluta da poter inviare segnali radio nel cosmo. Il programma si occupa anche di inviare segnali della nostra presenza ad eventuali altre civiltà in grado di captarli (SETI attivo).
Il SETI Institute, proposto nel 1960 da Frank Drake (direttore fino alla sua morte), è nato ufficialmente nel 1984. È un'organizzazione scientifica privata, senza scopi di lucro. La sede centrale è a Mountain View, in California.

## Introduzione
Un viaggio interstellare per visitare un'altra civiltà in un mondo distante, almeno per adesso, è oltre le possibilità tecnologiche della civiltà umana. Siamo però in grado di utilizzare ricevitori molto sensibili per cercare nel cielo eventuali segnali radio di origine artificiale, generati da civiltà extraterrestri.
SETI è un progetto molto ambizioso ed estremamente complesso: la nostra galassia, la Via Lattea, è grande 100000 al e ha una massa compresa fra i cento e i duecento miliardi di masse solari. Considerando che la dimensione media delle stelle è di 0,5 M⊙, essa potrebbe contenere anche oltre trecento miliardi di stelle: per questo scandagliare l'intero cielo alla ricerca di un segnale distante e debole è un compito arduo.
Ci sono alcune strategie, o meglio alcune ipotesi plausibili, che possono aiutare a ridimensionare il problema rendendolo abbastanza piccolo da essere affrontabile. Una semplificazione consiste nel cosiddetto sciovinismo del carbonio: l'assunzione che la maggioranza delle forme di vita della galassia siano basate sulla chimica del carbonio, come avviene per gli organismi viventi terrestri. È possibile basare la vita su altri elementi, ma il carbonio è noto per la sua peculiare capacità di legarsi a numerosi altri elementi (oltre che a sé stesso) per formare una gran varietà di molecole.
Anche la presenza di acqua allo stato liquido è un'ipotesi plausibile, perché è una molecola molto comune nell'Universo e fornisce un ambiente eccellente per la formazione di molecole complesse basate sul carbonio, dalle quali poi può avere origine la vita.
Una terza ipotesi è quella di concentrarsi su stelle simili al Sole: le stelle molto grandi hanno vita molto breve e, secondo l'esempio che abbiamo a disposizione (la vita sulla Terra), non ci sarebbe il tempo materiale perché possa svilupparsi una vita intelligente sui loro pianeti. Le stelle molto piccole sono invece longeve, ma producono così poca luce e calore che i loro pianeti dovrebbero essere molto vicini per non congelare. Il risultato probabile è che il pianeta, per effetto delle forze di marea in gioco, finirebbe bloccato in rotazione sincrona (come la Luna con la Terra), presentando sempre la stessa faccia alla sua stella o intrappolato in qualche risonanza orbitale. Nel primo caso si avrebbe un emisfero infuocato e l'altro perennemente congelato. Nel secondo la durata del giorno e della notte sarebbero così grandi da creare un effetto simile con escursioni termiche eccezionali.
Circa il 10% della nostra galassia è fatta di stelle simili al Sole e ci sono circa mille di queste stelle entro una distanza di 100 anni luce da noi che costituiscono le candidate principali per la ricerca. Attualmente conosciamo però un solo pianeta su cui la vita si sia sviluppata (il nostro) e non abbiamo ancora modo di sapere se le ipotesi di semplificazione siano corrette oppure no. La ricerca dovrà quindi occuparsi anche delle stelle escluse, pure se con priorità minore.
Scandagliare l'intero cielo è già un'operazione difficile in sé, ma si deve anche considerare la complicazione di dover sintonizzare il ricevitore sulla frequenza giusta, esattamente come si fa cercando una stazione radio. Anche in questo caso per restringere il campo d'indagine si può ragionevolmente presupporre che il segnale venga trasmesso su una banda stretta, perché sarebbe altrimenti molto oneroso in termini di energia utilizzata per chi lo trasmette. Questo significa però che per ogni punto del cielo occorre provare a captare tutte le possibili frequenze che arrivano ai nostri ricevitori.
Inoltre c'è anche il problema che non sappiamo cosa cercare: non abbiamo idea di come un segnale alieno possa essere modulato, né di come i dati verranno codificati nel segnale, né che tipo di dati aspettarci. Segnali a banda stretta molto più forti del rumore di fondo e di intensità costante sono ovviamente buoni candidati e se essi mostrano uno schema regolare e complesso di impulsi potrebbero essere di provenienza artificiale.
Sono stati condotti degli studi su come potrebbe essere generato un segnale che potrebbe essere decifrato facilmente da un'altra civiltà, ma non c'è modo di conoscere l'effettiva validità di questi studi e decifrare un segnale reale potrebbe essere molto difficile.
C'è anche un altro problema nell'ascolto di segnali radio interstellari. I rumori di fondo del cosmo e degli strumenti di ricezione ci impediscono di rilevare segnali meno intensi di una soglia minima. Affinché noi possiamo riuscire a captare segnali di una civiltà aliena distante 100 anni luce che stia trasmettendo "omnidirezionalmente", ovvero simultaneamente in tutte le direzioni, quella civiltà dovrebbe utilizzare una potenza di trasmissione pari a diverse migliaia di volte quella che siamo in grado oggi di produrre sulla Terra.
L'ipotesi che la trasmissione di un segnale avvenga lungo una direzione ben definita rende i requisiti di potenza ragionevoli, ma il problema diventa quello di avere abbastanza fortuna da trovarsi lungo la direzione del segnale. Un raggio siffatto sarebbe comunque molto difficile da captare, non solo perché sarebbe molto stretto, ma anche perché potrebbe venire bloccato da nubi di polvere interstellare o distorto per effetti di diffrazione, come accade in alcuni casi nelle immagini TV, in cui compaiono echi "fantasma". Tali echi si producono quando parti del segnale vengono riflesse da ostacoli – ad esempio le montagne – mentre il resto giunge invece direttamente all'antenna ricevente: il televisore riceve quindi diversi segnali separati da un ritardo.
Le comunicazioni interstellari potrebbero venire distorte in modo analogo, producendo effetti di disturbo che vanno ad oscurare il segnale. Se i segnali interstellari venissero trasmessi come stretti raggi focalizzati, non potremmo fare altro che prestare molta attenzione.
I moderni progetti di SETI sono iniziati con un articolo scritto dai fisici Giuseppe Cocconi e Philip Morrison, pubblicato dalla stampa scientifica nel 1959. Cocconi e Morrison vi sostenevano che le frequenze di trasmissione più adatte alle comunicazioni interstellari fossero quelle tra 1 e 10 GHz.
Al di sotto di 1 GHz, la radiazione di sincrotrone emessa dagli elettroni in movimento nei campi magnetici delle galassie tende a coprire le altre sorgenti radio. Sopra i 10 GHz invece esse subirebbero l'interferenza dovuta al rumore prodotto dalle molecole di acqua e dagli atomi di ossigeno della nostra atmosfera. Anche se mondi alieni avessero atmosfere molto diverse, effetti di rumore quantistico rendono comunque difficile costruire apparecchi riceventi capaci di operare a frequenze superiori ai 100 GHz.
L'estremità inferiore di questa "finestra di microonde" è particolarmente adatta per le comunicazioni, dato che a frequenze inferiori è generalmente più semplice produrre e ricevere segnali. Le frequenze più basse sono inoltre preferibili a causa dell'effetto Doppler dovuto ai moti planetari.
L'effetto Doppler è una modificazione della frequenza di un segnale causato dal moto relativo della sua sorgente, ben noto all'esperienza comune nel caso delle onde sonore. Se la sorgente si avvicina, il segnale risulta spostato a frequenze più alte, se la sorgente si allontana il segnale risulta spostato a frequenze più basse. La rotazione di un pianeta e la sua rivoluzione attorno ad una stella causano spostamenti Doppler nella frequenza di ogni segnale generato dal pianeta e nel corso di una giornata la frequenza di un segnale può venire spostata fin oltre la larghezza di banda prevista per la sua trasmissione. Il problema è ancora peggiore per le frequenze più alte, così da far preferire le frequenze inferiori.
Cocconi e Morrison hanno segnalato come particolarmente interessante la frequenza di 1,420 GHz. È la frequenza emessa dall'idrogeno neutro. Spesso i radioastronomi cercano segnali di questa frequenza per poter mappare le nubi di idrogeno interstellare della nostra galassia; quindi la trasmissione di un segnale di frequenza simile a quella dell'idrogeno aumenta le probabilità che esso possa venire captato per caso.
Gli entusiasti di SETI chiamano a volte questa frequenza watering hole, ovvero il luogo dell'abbeverata, dove gli animali si incontrano per bere.

## Esperimenti SETI via radio
Nel 1960, l'astronomo della Cornell University Frank Drake eseguì il primo moderno progetto SETI, noto come Progetto Ozma. Drake utilizzò un radiotelescopio di 25 metri di diametro sito a Green Bank, in Virginia Occidentale, per scandagliare le stelle Tau Ceti e Epsilon Eridani a frequenze vicine a 1,420 GHz. Una banda di 400 kHz attorno alla frequenza dell'idrogeno fu osservata usando un ricevitore monocanale con banda di 100 Hz. I segnali raccolti furono quindi memorizzati su nastro per una successiva analisi. Non fu trovato nessun segnale di probabile interesse.
La prima conferenza dedicata a SETI avvenne a Green Bank nel 1961. Anche i sovietici trovarono SETI interessante e nel 1964 eseguirono una serie di ricerche usando antenne omnidirezionali nella speranza di raccogliere segnali radio di elevata potenza.
Nel 1966 il famoso astronomo americano Carl Sagan e l'astronomo sovietico Iosif Školovskij pubblicarono insieme il primo libro dedicato a questo tema: Intelligent Life in the Universe (Vita intelligente nell'universo).
Nel 1971 la NASA finanziò un progetto SETI che vedeva coinvolti tra gli altri Drake, Bernard Oliver e la società Hewlett-Packard. Il rapporto che ne risultò proponeva la costruzione di un radiotelescopio di 1 500 dischi noto come "progetto Ciclope". Il costo per la realizzazione fu stimato in circa dieci miliardi di dollari: il progetto fu prontamente accantonato.
Nel 1974 fu fatto un tentativo simbolico di inviare un messaggio verso altri mondi. Per celebrare un consistente ampliamento del radiotelescopio da 305 m di Arecibo, un messaggio in codice di 1 679 bit fu trasmesso verso l'ammasso globulare M13, distante da noi circa 25 000 anni luce.
La sequenza di 0 e 1 che costituiva il messaggio era una matrice 23 × 73 che conteneva alcuni dati sulla nostra posizione nel sistema solare, la figura stilizzata di un essere umano, formule chimiche ed il contorno del radiotelescopio stesso.
La matrice 23 × 73 fu scelta perché sia 23 che 73 sono numeri primi. Si presumeva che questo fatto avrebbe aiutato un ipotetico ascoltatore alieno a riconoscere la struttura a matrice.
Essendo stato inviato il messaggio alla velocità della luce, nessuna eventuale risposta potrà giungerci prima di 50 000 anni; per questo motivo l'intero esperimento fu liquidato come una sorta di spot pubblicitario.
L'esperimento fu anche oggetto di controversie: ci si chiese se fosse giusto che un ristretto gruppo di persone si attribuisse il diritto di comunicare a nome dell'intero pianeta. Inoltre molti obiettarono come l'operazione prestasse il fianco anche ad un'altra critica che, seppure etichettabile come "paranoica", non era completamente rigettabile: supponendo che il segnale arrivi ad una ipotetica civiltà extraterrestre ostile, e che questa civiltà abbia la tecnologia necessaria per superare la distanza siderale che la separa dalla Terra, in questo caso fra 25 000 anni la Terra si troverebbe nella poco invidiabile condizione di rischiare di affrontare le imprevedibili conseguenze, che potrebbero anche essere estremamente gravi, derivanti da un'azione "inutile" compiuta dai terrestri 25 000 anni prima; quell'"Eccoci, siamo qui e siamo così", considerate tutte le informazioni sulla razza umana che contiene, si potrebbe rivelare una pericolosa divulgazione di dati, potenzialmente persino esiziale, se a riceverli fosse una civiltà che guarda all'esterno con occhi non propriamente benevoli. Poco dopo l'invio del messaggio tuttavia queste argomentazioni persero popolarità, se non altro perché, dal punto di vista di chi sosteneva l'inopportunità dell'operazione, il "danno" ormai era stato fatto.

### Progetto SERENDIP
Nel 1979 l'Università di Berkeley lanciò un progetto SETI chiamato "Search for Extraterrestrial Radio Emissions from Nearby Developed Intelligent Populations" (SERENDIP). Nel 1980, Sagan, Bruce Murray, e Louis Friedman fondarono la US Planetary Society, in parte come veicolo per gli studi SETI.
Nei primi anni ottanta, Paul Horowitz, fisico dell'Università di Harvard, compì il passo successivo e propose di progettare un analizzatore di spettro concepito specificatamente per la ricerca delle trasmissioni SETI. I tradizionali analizzatori di spettro da tavolo erano di scarsa utilità per questo compito, in quanto campionavano le frequenze usando banchi di filtri analogici ed erano quindi limitati nel numero di canali che potevano acquisire. Comunque, la moderna tecnologia dei circuiti integrati DSP (digital signal processing) poteva essere impiegata per costruire ricevitori ad "autocorrelazione", in grado di controllare molti più canali.
Questo lavoro portò nel 1981 ad un analizzatore di spettro portatile chiamato "Suitcase SETI" che aveva una capacità di 131 000 canali a banda stretta. Dopo una serie di prove sul campo che durò fino al 1982, il Suitcase SETI entrò in funzione nel 1983 con il radiotelescopio Harvard/Smithsonian da 25 metri. Questo progetto, chiamato "Sentinel", continuò fino al 1985.
Anche 131 000 canali non erano comunque sufficienti per scandagliare il cielo in dettaglio ad una velocità sufficiente, così il Suitcase SETI venne seguito nel 1985 dal Progetto "META", che sta per "Megachannel Extra-Terrestrial Array". L'analizzatore di spettro META aveva una capacità di 8 milioni di canali e una risoluzione per canale di 0,5 Hz.
Il progetto venne guidato da Horowitz con l'aiuto della Planetary Society, e venne parzialmente finanziato dal regista Steven Spielberg. Un secondo sforzo simile, META II, venne avviato in Argentina nel 1990 per scandagliare il cielo dell'emisfero australe. META II è ancora in funzione, dopo un aggiornamento della strumentazione avvenuto nel 1996.
Sempre nel 1985, la Ohio State University iniziò un suo programma SETI, chiamato Progetto "Big Ear" ("grande Orecchio"), che in seguito ricevette sovvenzioni dalla Planetary Society. Nell'anno successivo, il 1986, l'Università di Berkeley diede il via al suo secondo progetto SETI, SERENDIP II, a cui hanno fatto seguito altri due progetti SERENDIP fino ai giorni nostri.

### Progetto MOP
Nel 1992, il governo statunitense finanziò infine un programma SETI operativo, nella forma del "Microwave Observing Program (MOP)" della NASA. Il MOP venne pianificato come sforzo a lungo termine, con lo scopo di eseguire una "ricerca mirata" di 800 specifiche stelle vicine, affiancato al più generale "Sky Survey" per scandagliare il cielo.
Il MOP sarebbe stato compiuto da piatti radio del Deep Space Network della NASA, così come da un piatto da 43 metri a Green Bank e dal grande piatto di Arecibo. I segnali sarebbero stati analizzati da analizzatori di spettro con una capacità di 15 milioni di segnali ciascuno. Questi analizzatori potevano essere raggruppati per ottenere una capacità maggiore. Quelli usati per la ricerca mirata avevano un'ampiezza di banda di 1 Hz per canale, mentre quelli usati per la Sky Survey avevano un'ampiezza di banda di 30 Hz per canale.
Il MOP attirò l'attenzione del Congresso degli Stati Uniti, dove il progetto subì forti critiche fino a venire praticamente ridicolizzato. Ne seguì la cancellazione a un anno dal suo avvio. I sostenitori del SETI non si arresero, e nel 1995 l'organizzazione non-profit "SETI Institute" di Mountain View (California), fece ripartire il progetto con il nome di Progetto "Phoenix", supportato da fonti di finanziamento privato.
Il Progetto Phoenix, sotto la direzione della Dottoressa Jill Tarter, in precedenza alla NASA, è una continuazione del programma di ricerca mirata, che studia 1 000 stelle vicine simili al Sole, ed usa il radiotelescopio Parkes (64 metri) in Australia. I sostenitori del progetto credono che se tra quel migliaio di stelle esiste una civiltà aliena che trasmette verso di noi con un potente trasmettitore, allora la ricerca dovrebbe essere in grado di individuarla.

### Progetto BETA
La Planetary Society sta attualmente studiando un seguito del progetto META, chiamato "BETA", che sta per "Billion-Channel Extraterrestrial Array". Si tratta di un DSP dedicato, con 200 processori e 3 GB di RAM. BETA è circa 1 000 miliardi di volte più potente della strumentazione usata nel progetto Ozma.
BETA al momento scandaglia solo 250 milioni di canali, con un'ampiezza di 0,5 Hz per canale. La scansione viene effettuata nell'arco che va dagli 1,400 agli 1,720 GHz in otto salti, con due secondi di osservazione ad ogni salto.
Il 23 marzo 1999, il radiotelescopio da 26 metri su cui si basavano Sentinel, META e BETA fu pesantemente danneggiato da forti venti, al punto che il progetto BETA dovette cessare l'operatività.

### Progetto ATA
Il SETI Institute sta attualmente collaborando con il Laboratorio Radio Astronomico dell'Università di Berkeley per sviluppare un allineamento di radiotelescopi specializzati per gli studi SETI. Questo nuovo concetto viene detto "Allen Telescope Array (ATA)" (in precedenza, One Hectare Telescope [1HT]). Coprirà un'area di 100 metri di lato.
L'allineamento consisterà di 350 o più piatti radio Gregorian, ognuno con un diametro di 6,1 metri. Questi piatti saranno essenzialmente quelli disponibili comunemente per le parabole della televisione satellitare. Si prevede che l'ATA verrà completato per il 2005, al costo modesto di 25 milioni di dollari. Il SETI Institute fornirà i soldi per la costruzione dell'ATA, mentre l'Università di Berkeley progetterà il telescopio e fornirà i finanziamenti per l'operatività.
Gli astronomi di Berkeley useranno l'ATA per effettuare altre osservazioni radio dello spazio profondo. L'ATA è concepito per supportare un grosso numero di osservazioni simultanee, attraverso una tecnica nota come "multibeaming", nella quale la tecnologia DSP è impiegata per ordinare i segnali provenienti da più piatti. Il sistema DSP previsto per l'ATA è estremamente ambizioso.
Il 12 ottobre 2007 i responsabili del progetto hanno annunciato l'entrata in funzione del primo segmento del progetto ATA.

### Progetto SETI@home
Un altro interessante progetto dell'Università di Berkeley, chiamato SETI@home venne iniziato nel maggio 1999. L'esistenza del progetto SETI@home significa che chiunque può essere coinvolto nella ricerca SETI, semplicemente scaricando da internet un software. Questo software esegue l'analisi del segnale di una work unit di 350 kilobyte dei dati raccolti dal SERENDIP IV SETI, e restituisce i risultati dell'elaborazione, sempre via internet.
Oltre 5 milioni di computer in centinaia di nazioni si sono registrati per il progetto SETI@home ed hanno complessivamente contribuito con oltre 14 miliardi di ore di tempo di elaborazione. Il progetto viene ampiamente lodato sulla stampa specializzata come un interessante esercizio di elaborazione distribuita (Grid computing) fatto in casa. Il 22 giugno 2004 è stato pubblicato SETI@home II, basato sulla Berkeley Open Infrastructure for Network Computing (BOINC)

## Esperimenti SETI ottici
Mentre la maggior parte degli esperimenti SETI osserva il cielo nello spettro delle onde radio, alcuni ricercatori hanno considerato la possibilità che civiltà aliene possano ricorrere a potenti laser che operano alle lunghezze d'onda della luce visibile per comunicare a distanze interstellari.
L'idea è stata esposta per la prima volta sulla rivista britannica Nature nel 1961 e nel 1983 ripresa in modo dettagliato sulla rivista statunitense Proceedings of the National Academy of Sciences da Charles Townes, uno degli inventori del laser.
La maggior parte dei ricercatori del settore ebbe all'epoca una reazione piuttosto fredda. Nel 1971 il progetto Ciclope escluse questa ipotesi affermando che la costruzione di un laser capace di brillare più del sole di un remoto sistema stellare sarebbe stata troppo difficile da portare a termine. Oggi, alcuni sostenitori di SETI, tra cui Frank Drake, affermano come il giudizio di allora fosse troppo conservatore.
La ricerca di segnali a frequenze ottiche presenta due problemi, uno facile da aggirare, un altro più critico.
Il primo problema è che la luce laser è sostanzialmente monocromatica, ossia i laser emettono luce di una sola specifica frequenza, rendendo difficile immaginare quale si debba cercare mettendosi in ascolto. Tuttavia, secondo l'analisi di Fourier, l'emissione di brevi impulsi di luce si traduce in un ampio spettro di emissione avente frequenze tanto maggiori quanto l'ampiezza degli impulsi si riduce; un sistema di comunicazione interstellare potrebbe quindi utilizzare una banda ampia mediante ricorso ad impulsi laser.
Il secondo problema è che, mentre le onde radio possono essere emesse in tutte le direzioni, i laser sono altamente direzionali. Questo significa che un raggio laser potrebbe venire bloccato da una nube di gas interstellare, inoltre potrebbe essere osservato dagli osservatori terrestri solo se questo puntasse verso di loro. Dato che è improbabile che una civiltà aliena lontana riesca ad inviare deliberatamente un segnale laser esattamente verso la Terra, per poterlo rilevare bisognerebbe trovarsi ad attraversare il raggio per caso.
Come visto in precedenza, la ricerca di un segnale ottico presenta difficoltà analoghe a quelle connesse alla ricezione di un segnale radio direzionato, ma rese ancora più estreme dalla enorme direttività dell'emissione laser.
Negli anni ottanta due ricercatori sovietici condussero una breve ricerca SETI ottica, che non produsse alcun risultato.
Durante la maggior parte degli anni novanta la ricerca SETI ottica è stata tenuta viva dalle osservazioni di Stuart Kingsley, un ricercatore britannico che vive nell'Ohio.
In tempi recenti gli esperimenti ottici SETI sono stati rivalutati anche dai primi ricercatori. Paul Horowitz, di Harvard, ed alcuni ricercatori del SETI institute hanno condotto una ricerca semplice usando un telescopio ed un sistema di rilevamento di impulsi di fotoni, e stanno valutando passi successivi in questa direzione. Horowitz ha detto "tutti sono stati attratti dalla radio, ma abbiamo fatti molti esperimenti e cominciamo ad esserne un po' stanchi".
I sostenitori della SETI ottica hanno condotto studi teorici sull'efficacia dell'utilizzo di laser ad alta energia come raggio interstellare.
L'analisi mostra che l'impulso infrarosso di un laser, la cui emissione non è legata alla legge dell'inverso del quadrato come la luce emessa dalle stelle, apparirebbe decine di migliaia di volte più luminoso del nostro sole ad una civiltà distante che si trovasse sulla linea del raggio.
Questo smentisce le precedenti conclusioni del "progetto Ciclope", che sottolineava la difficoltà di rilevare un raggio laser inviato da lunghe distanze.
Un sistema del genere potrebbe essere istruito a puntare automaticamente ad una serie di bersagli inviando ad ogni bersaglio impulsi a frequenze regolari, ad esempio, uno al secondo.
Ciò consentirebbe di sondare tutte le stelle simili al Sole comprese entro una distanza di 100 anni luce. Lo studio ha anche descritto un sistema di rilevamento di impulsi laser realizzabile a basso costo con uno specchio di due metri di diametro  fatto di materiali compositi, focalizzato su una matrice di sensori di luce.
Numerosi esperimenti ottici del Seti sono oggi in atto.
Un gruppo di studiosi delle università di Harvard e della Smithsonian Institution, che include Paul Horowitz, ha ideato un rilevatore laser e lo ha montato sul telescopio ottico da 155 cm di Harvard. Ora questo telescopio viene usato per una ricerca più comune sulle stelle, e la ricerca ottica di SETI sta procedendo, quindi secondo quello sforzo seguendo "due direzioni".
Fra l'ottobre 1998 e il novembre 1999, la ricerca ha esaminato circa 2500 stelle. Nulla che sembrasse un segnale laser intenzionale fu rilevato, eppure gli sforzi continuano.
Il gruppo di studiosi dell'Università di Harvard e dello Smithsonian Institute sta ora lavorando in collaborazione con Princeton per il montaggio di un simile sistema di analisi sul telescopio da 91 cm di Princeton. I telescopi di Harvard e Princeton saranno riuniti per "puntare" lo stesso obbiettivo contemporaneamente, con lo scopo di rintracciare lo stesso segnale in entrambi i luoghi così da limitare gli errori dati dal disturbo del rilevatore.
Il gruppo di studiosi delle università di Harvard e Smithsonian Institute sta anche costruendo un dispositivo di ricerca interamente ottico, secondo le linee descritte sopra, utilizzando un telescopio di 1,8 metri. Il nuovo telescopio di ricerca SETI è in via di costruzione all'Oak Ridge Observatory situato ad Harvard (Massachusetts).
L'università della California, Berkeley, casa natale dei progetti SERENDIP e di SETI, sta anch'essa conducendo ricerche ottiche SETI.
Una viene diretta da Geoffrey Marcy, il famosissimo cacciatore di pianeti extrasolari, e implica l'esame di registrazioni degli spettri raccolti durante la caccia a pianeti extrasolari, per cercarvi segnali laser che siano continui piuttosto che pulsanti.
A Berkeley, l'altro sforzo del progetto ottico Seti è più simile a quello cui mira il gruppo delle università di Harvard e dello Smithsonian Institute e viene diretto da Dan Wertheimer di Berkeley, il realizzatore dell'analizzatore laser per il gruppo Harvard / Smithsonian Institute. La ricerca di Berkeley usa un telescopio automatico da 76 cm e un analizzatore laser precedente costruito da Wertheimer.

## Ma dove sono? / L'internet interstellare
Ad eccezione del segnale Wow! del 1977, gli esperimenti SETI condotti fino ad ora non hanno rilevato nulla che possa somigliare ad un segnale di comunicazione interstellare. Per dirla con le parole di Frank Drake, del SETI Institute: "Ciò di cui siamo certi è che il cielo non è ingombro di potenti trasmettitori a microonde".
Tra gennaio e febbraio 2011 il SETI segnala però la ricezione di 2 segnali "non naturali" e "di probabile origine extraterrestre", puntando le antenne su 50 candidati pianeti scoperti pochi mesi prima dalla Missione Kepler.
Non essendosi più ripetuti i segnali, si suppone che fossero dovuti a interferenze terrestri. Tuttavia il SETI continuerà ad osservare quella regione di cielo su altre frequenze radio.
Il grande fisico italiano Enrico Fermi osservò nel 1950 che se ci fosse una civiltà interstellare la sua presenza ci sarebbe evidente. Ciò è noto come il paradosso di Fermi.
La fisica esclude la possibilità di viaggi a velocità superiori a quelle della luce (circa 300.000 km/s), e questo mette una pesante ipoteca sulla possibilità, anche futura, di viaggi al di fuori del sistema solare. La durata del viaggio imporrebbe non la partenza di un individuo ma di una comunità in grado di autosostenersi e di riprodursi: sarebbe una missione senza ritorno e senza alcuna possibilità di soccorso da parte della Terra. Se e quando la "colonia" dovesse raggiungere la relativamente breve distanza di un anno luce (la stella più vicina a noi dista 4 anni luce), un'eventuale richiesta di soccorso impiegherebbe un anno per giungere a terra e un altro anno servirebbe per la risposta. Altri 20 anni sarebbero necessari per l'arrivo dei soccorsi, ipotizzando come velocità massima 1/20 della velocità della luce, velocità massima possibile secondo le stime dei fisici. È chiaro a tutti che nessuna situazione di emergenza è in grado di sostenere tempi di reazione di oltre 20 anni. Questa è una delle ragioni per cui probabilmente non verranno mai intraprese missioni di questo tipo, salvo situazioni disperate in cui il rischio del viaggio sia compensato e superato da un maggior rischio nella permanenza.
Assumendo che le stelle distino in media l'una dall'altra circa dieci anni luce, che un viaggio interstellare possa essere condotto muovendosi ad una velocità pari al 10% di quella della luce, che ci vogliano quattro secoli affinché una colonia interstellare possa crescere fino al punto da lanciare a sua volta due nuove missioni interstellari, risulterebbe che il numero di colonie interstellari fondate da questa civiltà avanzata dovrebbe raddoppiare ogni 500 anni. Questo porterebbe alla colonizzazione dell'intera galassia in cinque milioni di anni.
Anche limitando la velocità dei viaggi interstellari all'1% della velocità della luce ed assumendo che occorra un millennio affinché una colonia possa lanciare due nuove missioni, questo significherebbe una completa colonizzazione della galassia in 20 milioni di anni. Un intervallo di tempo relativamente breve, se misurato sulla scala cosmica.
Data l'assenza di segnali osservabili, nonché la mancanza di ogni prova definitiva di una visita di civiltà aliene su questo pianeta, Fermi concludeva che una tale civiltà interstellare non esiste.
Il fatto che le ricerche SETI non abbiano prodotto nulla di molto interessante fino ad ora non è di per sé causa di disperazione. Come visto in precedenza, cercare un'altra civiltà nello spazio è un'impresa difficile. Inoltre noi abbiamo finora indagato in una piccola frazione dello spettro dei possibili bersagli, delle possibili frequenze, dei possibili livelli di potenza e così via.
I risultati fin qui negativi pongono limiti sulla prossimità di certe "classi" di civiltà aliene, dove con il termine classe si fa riferimento alla cosiddetta scala di Kardašev, proposta dal ricercatore SETI sovietico Nikolaj S. Kardašev nei primi anni sessanta ed in seguito espansa da Carl Sagan.
In questa classificazione, una civiltà è detta di "tipo I" se è in grado di sfruttare l'energia solare che cade su un pianeta di tipo terrestre per produrre un segnale interstellare; una di "tipo II" è in grado di utilizzare l'energia di un'intera stella; una di "tipo III" è in grado di fare uso di una galassia intera. Valori intermedi vengono assegnati tramite una scala logaritmica.
Assumendo che una civiltà aliena stia effettivamente trasmettendo un segnale che noi siamo in grado di ricevere, le ricerche finora eseguite escludono la presenza di una civiltà di "tipo I" nel raggio di 1 000 anni luce, benché possano esistere molte civiltà paragonabili alla nostra entro poche centinaia di anni luce che sono rimaste inosservate.
Un'analisi analoga dimostra che non ci sono nella nostra galassia civiltà di "tipo II" osservabili.
Nei primi anni di SETI i ricercatori supponevano che tali civiltà avanzate fossero comuni nella nostra galassia. È scoraggiante constatare che non sembra essere così.
Comunque è importante far osservare che i nostri esperimenti SETI sono basati su ipotesi concernenti tecnologie e frequenze di comunicazione che ad altre civiltà (se dotate di senso dell'umorismo) potrebbero apparire ridicole. La mancanza di risultati non implica la conclusione che civiltà aliene non esistano, implica solo che le più ottimistiche ipotesi per contattarle, basate sullo stato attuale delle nostre conoscenze, si sono dimostrate irrealistiche.
C'è un altro fattore che contribuisce a rendere difficile la ricerca di prove dell'esistenza di un gran numero di società aliene. È il tempo.
Il nostro sole non è una stella di prima generazione. Tutte le stelle di prima generazione sono o molto piccole e fioche, o esplose, o spente. Questa prima generazione di stelle ha prodotto gli elementi pesanti necessari alla creazione dei pianeti e delle forme di vita. Le generazioni successive di stelle, cui il Sole appartiene, sono nate e morte o moriranno a loro volta.
La nostra galassia ha più di 10 miliardi di anni. Durante tutto questo tempo molte forme di vita intelligente e molte civiltà tecnologiche possono essere nate e morte. Assumendo che una specie intelligente possa sopravvivere dieci milioni di anni, ciò significa che solo lo 0,1% di tutte le società che si sono avvicendate nella storia della nostra galassia esistono oggi.
Il divulgatore scientifico Timothy Ferris ha ipotizzato che se le civiltà galattiche fossero transitorie, allora dovrebbe esistere una rete di comunicazioni interstellari che consiste principalmente di sistemi automatici che raccolgono le conoscenze di civiltà estinte e le ritrasmettono attraverso la galassia. Ferris l'ha definita una "internet interstellare" con i vari sistemi automatici a fungere da server.
Ferris aggiunge che se tale rete esiste, le comunicazioni tra i server devono principalmente avvenire tramite segnali radio o laser a banda stretta ed elevata direzionalità.
Intercettare tali segnali è, come visto in precedenza, molto difficile, tuttavia la rete potrebbe mantenere alcuni nodi ad ampia trasmissione (broadcast) nella speranza di raccogliere segnali di altre civiltà.
L'internet interstellare potrebbe già esistere lì fuori, in attesa che noi escogitiamo il modo di collegarci ad essa.
Tuttavia, l'idea che nella nostra galassia esista una sorta di "internet interstellare" non deve farci credere in modo assoluto che le comunicazioni tra server e client avvengano utilizzando mezzi già conosciuti dalla nostra civiltà. La fisica trasmissiva "entanglement quantistico" rilevata nei quark e nelle particelle-Z (Barioni) potrebbe essere un'alternativa valida per la trasmissione quasi-istantanea delle informazioni tra sistemi stellari differenti, superando il limite cosmico rappresentato dalla velocità-limite della luce e degli effetti relativistici ad esso correlati. Ad oggi la nostra tecnologia non è ancora in grado di capire a fondo i principi di trasmissione legati all'entanglemet. I prossimi anni e le ricerche del CERN a Ginevra e del sincrotrone KKK in Giappone porteranno forse a qualche risultato in più.

## Influenza culturale
Il romanzo di Fred Hoyle e John Elliott A come Andromeda, basato sulla sceneggiatura dell'omonimo sceneggiato televisivo della BBC, ha alla base la ricezione di un messaggio radio inviato da una civiltà extraterrestre sita nella Galassia di Andromeda.
ll romanzo di fantascienza Contact di Carl Sagan del 1985 è focalizzato sulle attività (e sulle speranze) del progetto SETI. In esso si immagina che giunga un messaggio dallo spazio, e che esso trasmetta le istruzioni per costruire un avanzatissimo mezzo di trasporto, tale da rendere possibile un primo contatto. Dal romanzo è stato tratto nel 1997 l'omonimo film di successo interpretato da Jodie Foster.
Il film del 1996 Independence Day si apre con una rilevazione del SETI.
Uno xenobiologo del SETI compare fra i personaggi del racconto di Asimov: Milioni di trilioni
Nel 2003 la band norvegese The Kovenant ha pubblicato un album dalle sonorità industriali intitolato proprio S.E.T.I.
Il progetto SETI viene citato anche nel romanzo Il quinto giorno.
Nel 2024 la Czech Games Edition ha pubblicato un gioco da tavolo chiamato SETI Search for Extraterrestrial Intelligence.